# (8741) Suzukisuzuko
(8741) Suzukisuzuko est un astéroïde de la ceinture principale.

## Description
(8741) Suzukisuzuko est un astéroïde de la ceinture principale. Il fut découvert le 25 janvier 1998 à Ōizumi par Takao Kobayashi. Il présente une orbite caractérisée par un demi-grand axe de 3,02 UA, une excentricité de 0,04 et une inclinaison de 9,5° par rapport à l'écliptique.

## Compléments